# Sanilhac e Sagriers
Sanilhac e Sagriers (en francès Sanilhac-Sagriès) és un municipi francès, al departament del Gard i a la regió d'Occitània.